# Пауліна Д. Дженкінс
Пауліна Д. Дженкінс (англ. Paulina Deidre Jenkins; нар. ≈ 1945) — британська зоолог і куратор теріологічної колекції в Музеї природної історії в Лондоні.

## Біографія
Пауліна Д. Дженкінс закінчила Лондонський університет і отримала ступінь бакалавра наук, перш ніж у 1973 році стала науковим співробітником відділу ссавців кафедри зоології, згодом Музею природної історії. У 1973—1978 роках вона займала посаду англ. Scientific Officer, у 1978—1988 — Higher Scientific Officer, у 1988—1990 — Senior Scientific Officer, 1990—2011 — Collection Manager, 2011–дотепер — Senior Curator. Вона описала нові види дрібних ссавців (Crocidura yankariensis, Laonastes aenigmamus, Microgale dryas, Microgale gymnorhyncha, Microgale monticola) і написала численні статті.

## Вшанування
На честь Пауліни Д. Дженкінс названо кілька видів. Вид Saxatilomys paulinae походить з центрального Лаосу; Crocidura jenkinsi — ендемік Південно-Андаманського острова, Microgale jenkinsae — ендемік Мадагаскару.

## Виділені публікації
- Huchon D, Chevret P, Jordan U, Kilpatrick CW, Ranwez V, et al. Multiple molecular evidences for a living mammalian fossil // Proceedings of the National Academy of Sciences. — 2007. — Вип. 104. — № 18. — С. 7495–7499. — DOI:10.1073/pnas.0701289104.
- Jenkins PD, Kilpatrick CW, Robinson MF, Timmins RJ. Morphological and molecular investigations of a new family, genus and species of rodent (Mammalia: Rodentia: Hystricognatha) from Lao PDR // Systematics and Biodiversity. — 2005. — Вип. 2. — № 4. — С. 419–454. — DOI:10.1017/S1477200004001549.
- Jenkins PD, Goodman SM, Raxworthy CJ. The shrew tenrecs (Microgale) (Insectivora: Tenrecidae) of the Réserve Naturelle Intégrale d'Andringitra, Madagascar // A Floral and Faunal Inventory of the Eastern Slopes of the Réserve Naturelle Intégrale d'Andringitra, Madagascar: With Reference to Elevational Variation. — 1996. — С. 191–297.